# Necroscia mentaweiana
Necroscia mentaweiana är en insektsart som beskrevs av Giglio-Tos 1910. Necroscia mentaweiana ingår i släktet Necroscia och familjen Diapheromeridae. Inga underarter finns listade i Catalogue of Life.